# Сармас
Сарма́с (рос. Сармас) — селище у складі Кічменгсько-Городецького району Вологодської області, Росія. Входить до складу Городецького сільського поселення.

## Населення
Населення — 8 осіб (2010; 104 у 2002).
Національний склад (станом на 2002 рік):
- росіяни — 99 %